# Táltos

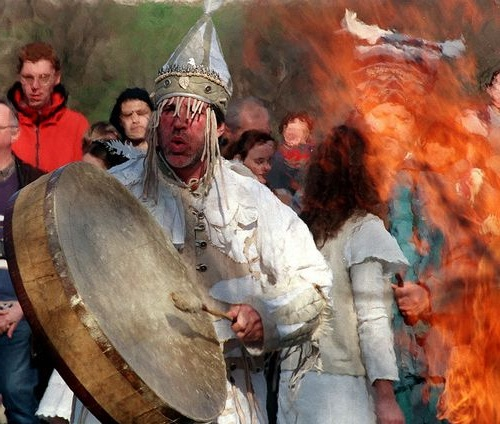
Un chamán húngaro

El  'táltos'  (Pronunciación en húngaro: / ˈtaːltoʃ /; también "tátos") es una figura en mitología húngara, una persona con poder sobrenatural similar a un chamán .

## Descripción
El relato más confiable de los táltos lo da el sacerdote católico Arnold Ipolyi en su colección de creencias populares,  Magyar mitológia  (mitología húngara) (1854).
Un táltos sería elegido por los dioses o espíritus antes del nacimiento o durante la infancia. Las personas con dientes al nacer, un sexto dedo u otro huesos adicionales, o con un parto velado también a menudo se consideraban elegidos.
Si el hueso extra se rompiera o fuera robado antes de que los táltos cumplieran 7 años, sus habilidades se perderían. Ser táltos no se podía aprender ni enseñar; solo podría suceder a través de llamadas sobrenaturales. Algunas creencias sostienen que un táltos tendría que ser amamantado hasta que cumpliera 7 años, lo que le otorgaría una inmensa fuerza física. (Un ejemplo de esto ocurre en el cuento popular arcaico "Hijo de la yegua blanca".) [cita requerida]
La habilidad más importante de un táltos es una meditación o trance espiritual llamado "révülés" (verbo: révül); en este estado, podría curar heridas y enfermedades o aprender verdades ocultas "enviando su alma entre las estrellas". Los  táltos  fueron elegidos por dioses o espíritus para un llamado específico en la vida y tenían el deber de comunicarse con toda la nación húngara en un momento de peligro, para advertir contra los ejércitos invasores o un colapso cultural inminente.

## Paganos
Según el consenso general, los "táltos" se consideraban parte de la religión pagana. Sin embargo, existe evidencia de que los  táltos  existieron hasta la era Habsburgo, cuando esta tradición llegó a su fin. [cita requerida]
El techo pintado de la iglesia de Székelyderzsi tenía una figura con seis dedos; esto luego fue renovado, "corrigiendo" la imagen con cinco dedos.

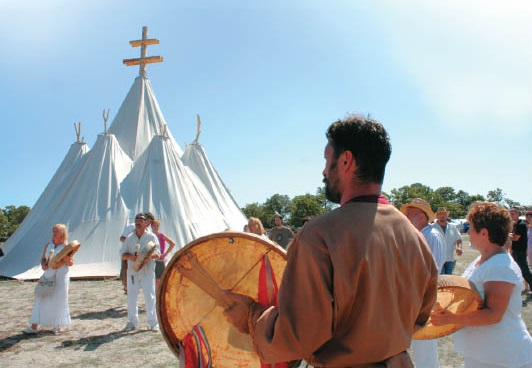
Ceremonia de fe nativa húngara

El poscristianismo Jesucristo a veces se conoce como  égi táltos  (o  táltos  celestial).

## Origen de la palabra
El nombre "Táltos" es de origen desconocido, pero probablemente se correlacione con "tált", que es "abrir de par en par"; es decir, "se abrieron al mundo". Otras teorías afirman que proviene de Uralic  taitaa  que significa "saber, comprender" o de la derivada de turco "'talt' 'que significa" inconsciencia ".

## Göncöl y Kampó
En los cuentos populares húngaros, los  táltos  son comunes, como Göncöl y Kampó.
Se decía que Kampó tenía un "cuerpo de hielo" ("jégtestű") y era bajo con piernas gruesas. Vivía en Temesvár (actual Timişoara), almorzaba en Buda en la misma mesa que Rey Matthias y siempre estaba mal vestido. Se le preguntó varias veces al rey Matías por qué un pobre estaba comiendo en la misma mesa que el rey, pero el rey Matías insistió en esta tradición. Cuando el ejército Turco atacó al Reino de Hungría, Kampó derramó fuego de su boca y "peleó con su cuerpo helado contra el metal turco", redimiendo un "holdas". = "eclipse") caballo del rey Matías de los turcos.
Göncöl, (también Döncöl, Güncü) por otro lado, tenía un conocimiento tremendo. Habló con animales, entendió el significado de las estrellas e inventó el coche de caballos. Se decía que tenía un carruaje tirado por varios caballos que, según los informes, tenían su percha rota y doblada. No se presenció su muerte, sino que se dijo que simplemente "desapareció entre las estrellas". El "entrenador de Göncöl" es visible en el cielo nocturno como Osa Mayor (el "Gran Oso"), donde la cola del oso es la percha del entrenador.